# Jack Cole
Jack Cole (14 de dezembro de 1914 – 13 de agosto de 1958) foi um cartunista estadunidense, mais conhecido pela criação dos super-heróis Homem Borracha para a Quality Comics e Daredevil para a Lev Gleason (personagem anterior ao personagem da Marvel Comics de mesmo nome, conhecido no Brasil como Demolidor) e por cartoons para a revista Playboy, também chegou a substituir Will Eisner na série The Spirit.